# Чархи-Дадри (округ)
Чархи-Дадри (хинди चरखी दादरी, англ. Charkhi Dadri) — округ в индийском штате Харьяна. Административный центр — город Чархи-Дадри.

## История
Правительство штата Харьяна официально объявило Чархи-Дадри 22-м округом штата 16 ноября 2016 года. Однако официально округ был создан только 1 декабря 2016 года.

## Административное деление
По состоянию на 2018 год округ Чархи-Дадри был разделён на два техсила (Чархи-Дадри и Бадхра) и один субтехсил (Баунд-Калан).

## Демография
Языки Чархи-Дадри (2011):
 хариани (90,03 %) хинди (8,72 %) другие (1,25 %)
По данным всеиндийской переписи населения 2011 года население округа составляло 502 276 человек, из которых было 265 949 мужчин и 236 327 женщин. 11,22 % населения округа проживало непосредственно в городских районах. Зарегистрированные касты составляли 17,80 % (89 426 чел.) от населения округа.

### Языки
На момент переписи 2011 года 90,03 % населения округа говорили на языке хариани и 8,73 % на хинди в качестве родного языка.